# 対馬康子
対馬 康子（つしま やすこ、1953年10月22日 - ）は、日本の俳人。

## 経歴・人物
香川県高松市に生まれる。小学校高学年より詩に興味を持ちはじめ、香川県立高松高等学校時代は文芸部に所属。1972年日本女子大学文学部国文学科に入学、文芸部に入部し同人誌に詩や短文を執筆。東大学生俳句会と文芸部との合同ハイキングで西村我尼吾と出会い俳句を作り始める。
1973年、国文学科教授中島斌雄が主宰する「麦」入会。同時に東大学生俳句会に学外参加し、東大ホトトギス会にて山口青邨の選を受ける。1976年「麦」同人。大学卒業後、日本女子大学学生課に勤務。1978年我尼吾と結婚。1981年より我尼吾のイェール大学留学に伴いコネティカット州ニューヘブンに1983年まで住む。1984年、海外生活時代の作品により第28回麦作家賞。
1990年有馬朗人の「天為」創刊に参加。1993年8月赴任によりバンコクに移る。1994年朝日新聞国際衛星版にて「アジア俳壇」創設、2003年まで続ける。1996年帰国。1999年「松山宣言」起草に参加。同年正岡子規国際俳句賞調整委員。2001年、2016年俳句甲子園審査委員長。2001年より2013年まで「天為」編集長。2002年より芝不器男俳句新人賞選考委員。
2015年、永年の作句活動、国内外の俳句振興への貢献により文部科学大臣表彰。
2015年11月荒川区「俳句のまち宣言」起草委員会委員長を務めるなど、区の文化振興により、荒川区特別功労者表彰を受ける。2019年、第10回桂信子賞受賞。
句集に『愛国』『純情』『対馬康子集』『天之』『竟鳴』、共編著に『新撰21』『超新撰21』、『現代俳句の鑑賞事典』などがある。
「麦」会長、「天為」最高顧問。現代俳句協会副会長、東京都俳句連盟副会長、国際俳句交流協会理事、日本文藝家協会会員。

## リンク
- 荒川区俳句のまち宣言
- 現代俳句協会
- 俳句入門（現代俳句協会）